# McLane Stadium
O McLane Stadium é um estádio localizado em Waco, Texas, Estados Unidos, possui capacidade total para 45.140 pessoas, é a casa do time de futebol americano universitário Baylor Bears football da Universidade Baylor. O estádio foi inaugurado em 2014 em substituição ao Floyd Casey Stadium demolido em 2016, o nome é em homagenagem ao empresário e ex-aluno Drayton McLane.